# Modisimus modicus
Modisimus modicus là một loài nhện trong họ Pholcidae. Loài này có ở quần đảo Galapagos.